# Filmografia de Elijah Wood

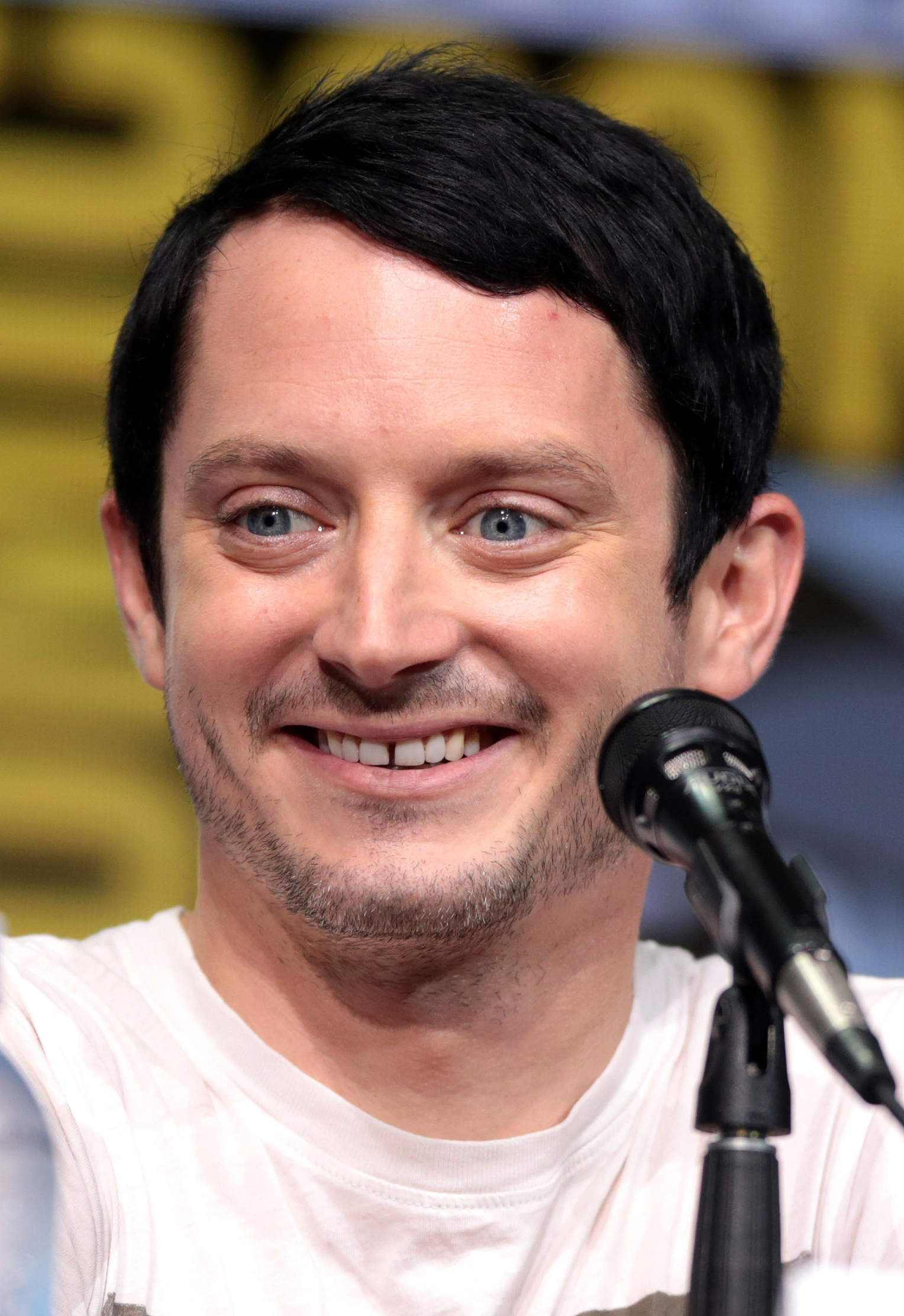
Elijah Wood durante a San Diego Comic-Con de 2017.

O ator e produtor estadunidense Elijah Wood iniciou sua carreira artística através de um pequeno papel no filme de ficção científica Back to the Future Part II em 1989. Em seguida, Wood engatou uma ampla sequência de papéis principais em outras produções, tornando-se um ator mirim altamente aclamado pelo crítica. Ainda criança, estrelou Radio Flyer (1992), The Good Son (1993), North (filme) (1994) e Flipper (1996), sendo que neste último dividiu as telas com o australiano Paul Hogan. Na década de 1990, Wood passou a interpretar filmes de temática adolescente, como o drama The Ice Storm (1997) e a ficção científica The Faculty (1998). Ainda em 1998, protagonizou o aclamado drama de ficção científica Deep Impact, contracenando com Leelee Sobieski, Morgan Freeman, Robert Duvall e Téa Leoni.
No ano seguinte, Wood foi contratado pelo diretor Peter Jackson como protagonista da trilogia The Lord of the Rings – baseada no romance homônimo do britânico J. R. R. Tolkien – interpretando Frodo Bolseiro em The Fellowship of the Ring (2001), The Two Towes (2002) e The Return of the King (2003). Desde então, Wood têm optado por personagens variados para evitar o estereótipo de filme de fantasia, tendo atuado nos aclamados Eternal Sunshine of the Spotless Mind (2004), Sin City e Everything Is Illuminated (ambos em 2005) e Bobby (2006). Entretanto, o ator voltou a interpretar Frodo Bolseiro na prequela e primeiro filme da trilogia The Hobbit, The Hobbit: An Unexpected Journey (2012).
Em 2005, Wood fundou sua companhia produtora, a Simian Records. Wood também destaca-se como dublador, tendo protagonizado o aclamado e multipremiado Happy Feet (2006) e sua sequência Happy Feet Two (2011). Em 2009, dublou o personagem principal de 9, sob a direção de Tim Burton.

## Filmografia

### Cinema
| Ano  | Título                                            | Papel | Papel    | Papel                           | Ref.   |
| Ano  | Título                                            | Ator  | Produtor | Papel                           | Ref.   |
| ---- | ------------------------------------------------- | ----- | -------- | ------------------------------- | ------ |
| 1989 | Back to the Future Part II                        | Sim   |          | Garoto                          | [ 8 ]  |
| 1990 | Internal Affairs                                  | Sim   |          | Sean Stretch                    | [ 8 ]  |
| 1990 | Avalon                                            | Sim   |          | Michael Kaye                    | [ 8 ]  |
| 1991 | Paradise                                          | Sim   |          | Willard Young                   | [ 8 ]  |
| 1992 | Forever Young                                     | Sim   |          | Nat Cooper                      | [ 8 ]  |
| 1992 | Radio Flyer                                       | Sim   |          | Mike                            | [ 8 ]  |
| 1993 | The Witness                                       | Sim   |          | Garoto                          | [ 8 ]  |
| 1993 | The Adventures of Huck Finn                       | Sim   |          | Huckleberry Finn                | [ 8 ]  |
| 1993 | The Good Son                                      | Sim   |          | Mark Evans                      | [ 8 ]  |
| 1994 | North (filme)                                     | Sim   |          | North                           | [ 8 ]  |
| 1994 | The War (filme)                                   | Sim   |          | Stuart Simmons                  | [ 8 ]  |
| 1996 | Flipper                                           | Sim   |          | Sandy Ricks                     | [ 8 ]  |
| 1997 | The Ice Storm                                     | Sim   |          | Mikey Carver                    | [ 8 ]  |
| 1997 | Oliver Twist                                      | Sim   |          | Jack Dawkins                    | [ 8 ]  |
| 1998 | Deep Impact                                       | Sim   |          | Leo Biederman                   | [ 9 ]  |
| 1998 | The Faculty                                       | Sim   |          | Casey Connor                    | [ 8 ]  |
| 1999 | The Bumblebee Flies Anyway                        | Sim   |          | Barney Snow                     | [ 8 ]  |
| 1999 | Black and White                                   | Sim   |          | Wren                            | [ 8 ]  |
| 2000 | Chain of Fools                                    | Sim   |          | Mikey                           | [ 8 ]  |
| 2001 | The Lord of the Rings: The Fellowship of the Ring | Sim   |          | Frodo Bolseiro                  | [ 10 ] |
| 2002 | Ash Wednesday                                     | Sim   |          | Sean Sullivan                   | [ 11 ] |
| 2002 | The Lord of the Rings: The Two Towers             | Sim   |          | Frodo Bolseiro                  |        |
| 2002 | The Adventures of Tom Thumb and Thumbelina        | Sim   |          | Tom Thumb (voz)                 |        |
| 2002 | All I Want                                        | Sim   |          | Jones Dillion                   |        |
| 2003 | The Lord of the Rings: The Return of the King     | Sim   |          | Frodo Bolseiro                  |        |
| 2003 | Spy Kids 3-D: Game Over                           | Sim   |          | O Cara                          |        |
| 2004 | Eternal Sunshine of the Spotless Mind             | Sim   |          | Patrick                         |        |
| 2005 | Sin City                                          | Sim   |          | Kevin                           |        |
| 2005 | Everything Is Illuminated                         | Sim   |          | Jonathan Safran Foer            |        |
| 2005 | Green Street                                      | Sim   |          | Matt Buckner                    |        |
| 2006 | Bobby                                             | Sim   |          | William Avary                   |        |
| 2006 | Happy Feet                                        | Sim   |          | Mano (voz)                      |        |
| 2006 | Paris, je t'aime                                  | Sim   |          | Le garçon                       |        |
| 2007 | Day Zero                                          | Sim   |          | Aaron Feller                    |        |
| 2008 | The Oxford Murders                                | Sim   |          | Martin                          |        |
| 2009 | 9                                                 | Sim   |          | 9 (voz)                         |        |
| 2009 | Beyond All Boundaries                             | Sim   |          | Wilfred Hanson / John C. Chapin |        |
| 2010 | The Romantics                                     | Sim   |          | Chip Hayes                      |        |
| 2010 | Full of Regret                                    | Sim   |          | Mouse                           |        |
| 2011 | Fight For Your Right: Revisited                   | Sim   |          | Ad-Rock                         |        |
| 2011 | Happy Feet Two                                    | Sim   |          | Mano (voz)                      | [ 12 ] |
| 2011 | I Think Bad Thoughts                              | Sim   |          | Rato                            |        |
| 2011 | The Death and Return of Superman                  | Sim   |          | Hank Henshaw                    |        |
| 2012 | Celeste and Jesse Forever                         | Sim   |          | Scott                           |        |
| 2012 | Revenge for Jolly!                                | Sim   |          | Thomas                          |        |
| 2012 | The Narrative of Victor Karloch                   | Sim   |          | William Merriwether (voz)       |        |
| 2012 | Maniac (2012)                                     | Sim   |          | Frank                           |        |
| 2012 | The Hobbit: An Unexpected Journey                 | Sim   |          | Frodo Bolseiro                  | [ 3 ]  |
| 2013 | Pawn Shop Chronicles                              | Sim   |          | Johnny Shaw                     |        |
| 2013 | Grand Piano                                       | Sim   |          | Tom Selznick                    |        |
| 2013 | Setup, Punch                                      | Sim   |          | Reuben Stein                    |        |
| 2014 | Cooties                                           | Sim   |          | Clint Hadson                    |        |
| 2014 | A Girl Walks Home Alone at Night                  | Sim   |          |                                 |        |
| 2014 | Open Windows                                      | Sim   |          | Nick Chambers                   |        |
| 2014 | Kaze Tachinu                                      | Sim   |          | Sone (voz)                      |        |
| 2014 | Set Fire to the Stars                             | Sim   |          | John Malcolm Brinnin            |        |
| 2015 | The Boy                                           | Sim   |          |                                 |        |
| 2015 | The Last Witch Hunter                             | Sim   |          | Dolan 37                        |        |
| 2016 | The Trust                                         | Sim   |          | Sargento David Waters           |        |
| 2016 | The Greasy Strangler                              | Sim   |          |                                 |        |
| 2017 | I Don't Feel at Home in This World Anymore        | Sim   |          | Tony                            |        |